# Mediavideo

La pagina 100 di Mediavideo nel 2010.

Mediavideo è stato, dal 15 marzo 1993 al 14 gennaio 2022, il teletext del gruppo Mediaset, il principale operatore privato attivo in Italia nella televisione terrestre. Il servizio era edito da RTI ed era disponibile su buona parte delle reti televisive del gruppo.

## Storia
Nel 1991, con il diritto alle televisioni private di trasmettere in diretta per tutta la nazione, sorse la necessità per le tre reti Fininvest di rendersi competitive anche sui servizi televisivi accessori, il teletext e i sottotitoli, che la Rai già da alcuni anni offriva ai propri telespettatori.
Dal 15 marzo 1993 su Rete 4, durante la trasmissione di un episodio della telenovela Celeste, iniziano i servizi di sottotitoli per i non udenti alla pagina 777; Canale 5 e Italia 1 risultavano già predisposte a loro volta al teletext, che rimaneva però temporaneamente privo di contenuti consultabili.
La necessità di sottotitolare alcuni programmi, dettata anche dal non voler consegnare alla Rai la fascia degli spettatori non udenti, è in effetti la vera motivazione con cui sono stati approntati i tre teletext delle reti Fininvest: oltre i sottotitoli, le pagine ivi contenute, via via aumentate, fino alla primavera 1997 si limitano al palinsesto quindicinale (sul teletext di Canale 5), all'elenco dei programmi sottotitolati (sul teletext di Rete 4, poi anche di Canale 5), gli orari delle telenovele (solo su quello di Rete 4), e la segnaletica per la visione dei programmi (solo su quello di Canale 5).
L'indice dei tre teletext era caratterizzato dal logo di rete in alto a sinistra (rosso per Canale 5, blu per Italia 1, giallo per Rete 4). Il teletext di Italia 1, pur cambiando varie volte la grafica della pagina iniziale, era l'unico dei tre a non offrire contenuti, sottotitoli a parte.
A partire dalla primavera 1997, per creare un ulteriore veicolo di raccolta pubblicitaria, Publitalia '80 fece aprire le pagine dei teletext Mediaset agli inserzionisti (già la Rai, tramite la SIPRA, sul primo Televideo aveva tentato a metà anni '80 questa strada con brevi messaggi pubblicitari a fondo pagine, ma senza successo): iniziò a delinearsi la natura commerciale - oltre che "di servizio" - per la futura evoluzione dei teletext Mediaset, che avvenne poi in autunno.
Queste "prove tecniche di impaginazione" (come allora indicato in ogni pagina dei 3 teletext), durate 4 anni e mezzo, servirono per approntare al meglio un servizio più completo, certamente meno votato ai servizi e più all'ambito commerciale, ma completo sul piano informativo, in modo da competere con il Televideo Rai: nacque così il nuovo Mediavideo.
Mediavideo nacque il 27 novembre 1997 al centro di emissione TOC di Segrate. Venne lanciato con lo slogan "Mediavideo è facile. Basta provare". Tra i fondatori c'è Carlo Maria Lomartire.
Inizialmente le informazioni erano fornite dall'ANSA, sostituita nel 2001 dal TGcom (divenuto TGcom24 dal 28 novembre 2011).
L'indice, nella prima fase, era diviso in due colonne. Dal gennaio 2000 la colonna di sinistra è preponderante, lasciando larga parte della destra a un inserzionista. Al 2004 l'indice si divide orizzontalmente in due parti, inframezzate da due inserzionisti: nella parte superiore l'indice notizie, in quella inferiore l'indice degli argomenti. Al 2008 parte del logo viene sacrificata in favore di un ulteriore inserzionista.
Infine, al 2011 l'indice prende lo schema ad albero - come il Televideo Rai dal 14 dicembre 2000 - con categorie sulla colonna sinistra e argomenti sulla destra, che cambiano al variare delle sottopagine componenti l'indice stesso.
Da fine autunno 2019, con la semplificazione dell'indice in 8 sezioni, in Mediavideo non sono più presenti inserzioni pubblicitarie.
Da agosto 2021, Mediavideo non è più visibile sulle versioni in HD di Rete 4, Canale 5 e Italia 1: al suo posto sono presenti unicamente le pagine relative ai sottotitoli. La stessa sorte è toccata il 14 gennaio 2022 anche alle versioni in definizione standard, così come a Iris e TGcom24, sancendo di fatto la fine del servizio e la chiusura dell'ultimo servizio di teletext privato diffuso a livello nazionale.
Dal dicembre 2022 anche il servizio di sottotitoli viene soppresso, sostituito dalla tecnologia DVB Subtitling.

## Contenuti e struttura

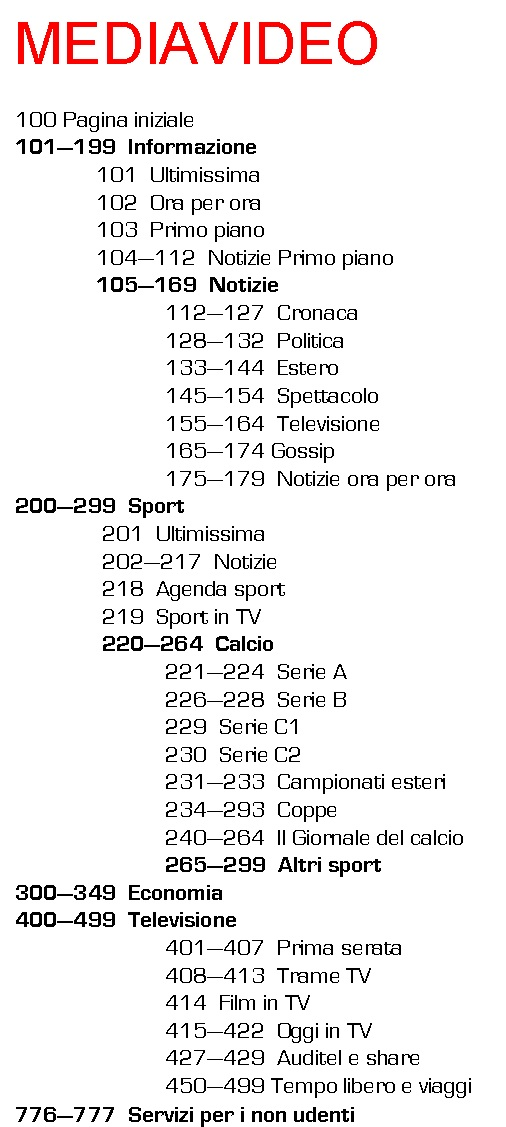
La struttura delle pagine di Mediavideo fino al 2013

I contenuti di Mediavideo, prevalentemente a carattere informativo, erano suddivisi per argomento.

### Informazione
All'informazione generica erano dedicate le pagine dalla 100 alla 179. Si potevano così dividere:

#### Pagina iniziale
La pagina 100 era la pagina principale di Mediavideo, con i vari indici.
Per un certo periodo, la pagina iniziale, così come altre pagine di Mediavideo, era inframmezzata da spot grafici che si susseguivano a brevi intervalli.

#### UltimissimaeOra per ora
La pagina 101 era la pagina dedicata alla notizia dell'ultim'ora. La testata era occupata dalla scritta "ULTIMISSIMA" e, sotto, vi era la notizia vera e propria preceduta da un titolo in maiuscolo (per un certo periodo era presente anche un sottotitolo in caratteri minuscoli, con un'impostazione simile a quella dei classici quotidiani cartacei).
La pagina 102, titolata ora per ora, raccoglieva le ultime venticinque ultimissime, raccolte in cinque pagine con i titoli di cronaca. Le cinque pagine si susseguivano ad intervalli regolari e le notizie erano ordinate cronologicamente. I testi completi delle ultimissime erano nelle pagine dalla 175 alla 179.

#### Primo piano
Era la pagina 103 di Mediavideo, che raccoglieva, con uno stile analogo alla prima pagina di un quotidiano, le principali notizie aggiornate in tempo reale. Sotto la testata bianca vi era il titolo, centrato e in caratteri maiuscoli e verdi, della notizia principale del momento. Gli altri titoli seguivano uno schema gerarchico di importanza definibile come:
- Titoli verdi in maiuscolo: notizie principali
- Titoli gialli (talvolta verdi) in minuscolo: notizie secondarie
- Titoli bianchi in minuscolo: altre notizie

Ogni titolo era accompagnato da un numero, a destra, corrispondente al numero della pagina dov'era situato l'articolo.
La disposizione dei titoli era raggruppata per argomento, seguendo anch'essa uno schema gerarchico che vedeva le notizie di cronaca/politica precedere le notizie di economia e di sport, eccetto casi particolari.

#### Notizie
Gli articoli d'informazione generale di Mediavideo andavano dalla pagina 110 alla pagina 149 (fino al 2013 dalla pagina 112 alla pagina 174), ed erano preceduti dai menu tematici.
- Cronaca: le notizie che riguardavano le vicende italiane, che andavano da pagina 110 a 114 (fino al 2013 da 112 a 127).
- Politica: articoli di politica italiana, da pagina 115 a 119 (fino al 2013 da 128 a 132).
- Dal mondo: notizie che riguardavano sia la cronaca che la politica estera, da pagina 120 a 124 (fino al 2013 la sezione era chiamata Estero e andava da pagina 133 a 144).
- Spettacolo: notizie che riguardavano il mondo del cinema e della musica. Gli articoli andavano da pagina 125 a 129 (fino al 2013 da 145 a 154).
- Televisione: informazioni di carattere televisivo, incentrate prevalentemente su Mediaset ma senza tralasciare altre aziende, da pagina 130 a 139 (fino al 2013 da 155 a 164).
- Gossip: la sezione che trattava argomenti di carattere mondano, da pagina 140 a 149 (fino al 2013 da 165 a 174).
- Economia: notizie che riguardavano economia e finanza, da pagina 152 a 156. Erano precedute da un'ultimissima alla pagina 150 e da un sommario delle notizie stesse alla pagina 151.

Le pagine da 175 a 179 raccoglievano tutte le ultime notizie.

### Sport
Le pagine dalla 200 alla 219 erano dedicate allo sport. Esse erano così strutturate:

#### Sezione generale
Era la sottosezione dedicata alle notizie di tutti gli sport e andava da pagina 201 a 219. Dopo l'ultimissima, seguiva un breve elenco delle cinque notizie principali a pagina 202 che precedeva sedici articoli di sport in generale (i primi cinque da pagina 203 a 207, mentre i restanti undici da pagina 209 a 219, preceduti da un ulteriore elenco a pagina 208).

### Economia
Per un certo periodo, le pagine da 300 a 350 erano interamente dedicate all'economia. La pagina principale dell'argomento precedeva le ultimissime di economia e varie pagine dedicate alle contrattazioni del giorno. Le pagine da 343 a 347 erano invece dedicate alle principali notizie di economia del giorno. Quest'ultima sezione, nell'ultimo periodo di attività, era presente da pagina 152 a 156.

### TV
Negli ultimi anni di funzionamento, la sezione televisiva occupava le pagine dalla 300 alla 399. Essa era a sua volta divisa in varie sottosezioni:

#### Prima serata
Era l'ampia sezione dedicata ai programmi in onda nella fascia preserale e serale sulle reti Mediaset (in precedenza anche Rai e LA7), da 301 a 305 (o 307). Vi erano anche indicazioni circa eventuali limitazioni della visione ai minori e circa l'eventuale segnale criptato dei vari film o programmi.

#### Oggi in TV
Era una sezione che occupava l'ampio spazio compreso fra pagina 320 e 331 (in precedenza 315-322), saltando tuttavia le pagine 329 e 330. Ogni pagina era dedicata a un canale Mediaset, in ordine: Canale 5, Italia 1, Rete 4, La5, Mediaset Extra, Iris, Mediaset Italia 2, Boing e TGcom24 (in precedenza anche Rai 1, Rai 2, Rai 3, LA7 e MTV). Erano elencati tutti i programmi della giornata televisiva.

#### Auditel
La pagina 397 era dedicata ai dati relativi agli ascolti dei programmi, divisi per rete televisiva (compresi i dati Rai), mentre le pagine 398 e 399 erano dedicate rispettivamente ai dati Auditel divisi per fasce orarie e per canale televisivo. Veniva sempre considerato il target commerciale 15-64 anni.

### Meteo e trasporti
Sezione dedicata alle previsioni del tempo, agli avvisi per i viaggiatori e alla situazione dei voli in tempo reale, presente tra le pagine 400 e 432. Era così suddivisa:

#### Meteo
Le pagine dalla 401 alla 404, erano dedicate alle previsioni meteo (curate da Meteo.it) suddivise in tre macro-aree dell'Italia: Nord (pag. 402), Centro (pag. 403), Sud e Isole (pag. 404). Esse erano precedute da un indice alla pag. 401.

#### Navigare informati
Sezione dedicata agli avvisi ai naviganti e alle condizioni meteo marine presente nelle pagine dalla 415 alla 419; nell'ultimo periodo e fino al 13 gennaio 2022 solamente la pagina 415, dedicata alle informazioni generali, era regolarmente attiva.

#### Aeroporti
Le pagine dalla 422 alla 431 (precedute da un indice generale alla pagina 420 e da un indice per l'aeroporto di Malpensa alla pagina 421), erano dedicate alla situazione dei voli in tempo reale per gli aeroporti di Malpensa (pagine 422 - 425) e Linate (pagine 427 - 430, precedute da un indice a pagina 426), gestiti dalla SEA Aeroporti di Milano.

### Servizi per i non udenti
Come Televideo, anche Mediavideo metteva a disposizione dei non udenti un servizio di sottotitoli a pagina 770 per Top Crime, 774 per Iris, 775 per Rete 4, 776 per Italia 1 e 777 per Canale 5 . Dal 14 gennaio 2022 fino alla definitiva chiusura fu l'unico servizio del teletext di Mediaset rimasto ancora attivo.
A pagina 390 si trovava l'elenco di tutti i programmi sottotitolati nelle relative fasce orarie.

### Altri inserti
A dicembre 2007 si erano aggiunte nuove sezioni al teletext da pagina 351 a 385 e da 451 a 461, occupando sezioni fino ad allora destinate solo alle inserzioni. I nuovi inserti erano dedicati all'oroscopo (fino ad allora confinato nelle pagine da 180 a 199), all'arte locale, al folklore e alla cucina. Nel 2022, di queste sezioni esisteva ancora soltanto quella dedicata all'oroscopo (presente da pagina 500 a 513): le pagine 500 e 501 contenevano l'elenco dei segni zodiacali, che venivano approfonditi come previsioni astrologiche per il giorno successivo tra le pagine 502 e 513. Le altre sezioni (arte locale, folklore, cucina) erano state soppresse.

### Sezioni soppresse prima del 2022

#### Altro
Le pagine dalla 180 alla 199 raccoglievano gli speciali di TGcom. Nel periodo degli europei 2008, la sezione era dedicata a news e approfondimenti sullo svolgimento della competizione.

#### Calcio
Al calcio erano dedicate le pagine dalla 220 alla 265. Nelle prime venti pagine si susseguivano i calendari e le classifiche dei campionati di Serie A, Serie B, Serie C, oltre che ai principali campionati calcistici del continente quali la Primera División, la Bundesliga e la Premier League, e ai tornei più prestigiosi del continente, oltre che alla Coppa Italia.
Le pagine dalla 240 alla 260 ospitavano il Giornale del calcio, una sotto-sezione presente fin dal 1997 che dedicava una pagina personale a ciascuna squadra della Serie A. Le pagine del giornale presentavano la curiosa particolarità di avere le testate con i colori della squadra di calcio in questione anziché bianchi.

#### Motori
Le pagine dalla 261 alla 273 erano dedicate a Formula 1, Motomondiale e Superbike. Ognuna delle sottosezioni presentava l'ordine d'arrivo dell'ultima corsa (o le griglie di partenza) e le classifiche.

#### Altri sport
Da pagina 275 a 299 vi erano spazi dedicati agli altri sport (curati da sportal.it), quali basket, pallavolo, rugby, pallanuoto, pallamano, atletica, ciclismo, sci, tennis, golf, hockey su ghiaccio, softball e baseball.
Queste sezioni sono state soppresse nell'estate 2013.

#### Altri inserti TV
Le pagine dalla 308 alla 313 erano dedicate a brevi sintesi dei principali programmi del giorno sulle reti Mediaset. Le pagine riguardavano le reti gratuite e i canali Mediaset Premium, una pagina interna era invece dedicata alle trame delle soap opera. La pagina 414 elencava invece i principali film del giorno.